# Pallacanestro Vigarano 2017-2018
Questa voce raccoglie le informazioni riguardanti la Pallacanestro Vigarano nelle competizioni ufficiali della stagione 2017-2018.

## Stagione
La stagione 2017-2018 della Pallacanestro Vigarano, sponsorizzata Meccanica Nova è la quarta che disputa in Serie A1 femminile.

## Verdetti stagionali
Competizioni nazionali
- Serie A1: (27 partite)

stagione regolare e fase a orologio: 9º posto su 10 squadre (7-15);
play-out: perde la finale contro Battipaglia (2-3);
- Spareggio retrocessione/promozione A1/A2: vince la gara contro Faenza (85-82).

## Organigramma societario
Area dirigenziale
- Presidente: Marco Gavioli
- Vice presidente: Emanuele Mattarelli
- Direttore generale: Ennio Zazzaroni
- Direttore sportivo: Edoardo Gnudi
- Dirigente accompagnatore: Paola Sintoni
- Team manager: Emanuela Gamberini

Area Tecnica
- Allenatore: Luca Andreoli
- Vice allenatore: Fabrizio Frabetti
- Assistente allenatore: Marco Castaldi, Massimo Annunziata
- Addetto statistiche: Erik Parenti
- Preparatore atletico: Giulio Grossi
- Responsabile del settore giovanile: Emanuela Benatti

Area Sanitaria
- Medico sociale: Luigi Giordano
- Fisioterapista: Maria Pia Torri

## Rosa
|    | Naz.                   | Ruolo | Sportivo             | Anno | Alt. |  |        |
| -- | ---------------------- | ----- | -------------------- | ---- | ---- |  | ------ |
| 00 | Italia (bandiera)      | A     | Rebecca Ferraro      | 2000 | 176  |  |        |
| 3  | Stati Uniti (bandiera) | AC    | Anne Marie Armstrong | 1991 | 191  |  | [ 3 ]  |
| 5  | Slovenia (bandiera)    | A     | Tina Trebec          | 1990 | 190  |  | [ 4 ]  |
| 6  | Italia (bandiera)      | P     | Silvia Nativi        | 2002 | 178  |  |        |
| 7  | Italia (bandiera)      | A     | Caterina Gilli       | 2002 | 181  |  |        |
| 8  | Italia (bandiera)      | P     | Erica Reggiani       | 1994 | 174  |  |        |
| 9  | Italia (bandiera)      | P     | Rosa Cupido          | 1992 | 171  |  |        |
| 10 | Italia (bandiera)      | GA    | Irene Cigliani       | 1992 | 177  |  |        |
| 11 | Italia (bandiera)      | AC    | Giulia Vanin         | 1995 | 186  |  |        |
| 12 | Italia (bandiera)      | G     | Giulia Natali        | 2002 | 176  |  |        |
| 13 | Italia (bandiera)      | G     | Benedetta Bagnara    | 1987 | 178  |  | (cap.) |
| 15 | Italia (bandiera)      | A     | Anna Lavezzi         | 2002 | 182  |  |        |
| 17 | Italia (bandiera)      | AC    | Emilia Bove          | 1988 | 185  |  |        |
| 21 | Ghana (bandiera)       | C     | Batabe Zempare       | 1994 | 187  |  |        |
| 23 | Italia (bandiera)      | P     | Alice Prisco         | 2002 | 165  |  |        |
| 27 | Italia (bandiera)      | A     | Dafne Gianesini      | 2001 | 177  |  |        |
| 44 | Stati Uniti (bandiera) | GA    | Karlie Samuelson     | 1995 | 183  |  | [ 6 ]  |

## Mercato

### Sessione estiva
Confermato capo allenatore Luca Andreoli e le giocatrici Irene Cigliani, Erica Reggiani e Rebecca Ferraro, la società ha effettuato i seguenti trasferimenti:
| Acquisti | Acquisti             | Acquisti             | Acquisti            |
| R.       | Nome                 | da                   | Modalità            |
| -------- | -------------------- | -------------------- | ------------------- |
| AC       | Anne Marie Armstrong | Gernika Bizkaia      | definitivo          |
| P        | Silvia Nativi        | Bk Academy Mirabello | doppio tesseramento |
| A        | Caterina Gilli       | Bk Academy Mirabello | doppio tesseramento |
| P        | Rosa Cupido          | Bonfiglioli Ferrara  | definitivo          |
| AC       | Giulia Vanin         | CUS Cagliari         | definitivo          |
| G        | Giulia Natali        | Bk Academy Mirabello | doppio tesseramento |
| G        | Benedetta Bagnara    | Eirene Ragusa        | definitivo          |
| A        | Anna Lavezzi         | Pol. Lib. Calendasco | doppio tesseramento |
| AC       | Emilia Bove          | Umbertide            | definitivo          |
| C        | Batabe Zempare       | Aanekosken Huima     | definitivo          |
| P        | Alice Prisco         | Bk Academy Mirabello | doppio tesseramento |
| A        | Dafne Gianesini      | Bk Academy Mirabello | doppio tesseramento |
| GA       | Karlie Samuelson     | Stanford Cardinal    | definitivo          |

| Cessioni | Cessioni                | Cessioni            | Cessioni       |
| R.       | Nome                    | a                   | Modalità       |
| -------- | ----------------------- | ------------------- | -------------- |
| AC       | Lyndra Littles          | C.D. de Berazategui | fine contratto |
| AC       | Jomanda Rosier          | FeBa Civ. Marche    | fine contratto |
| G        | Silvia Ciarciaglini     | -                   | fine contratto |
| A        | Benedetta Tridello      | Faenza B. Project   | fine contratto |
| A        | Sara Crudo              | Monaco B.A.         | fine contratto |
| C        | Gloria Vian             | Olimpia Capri       | fine contratto |
| AC       | Sofija Aleksandravicius | Bk 90 Gdynia        | fine contratto |
| G        | Amber Orrange           | Stars Keltern       | fine contratto |

### Sessione invernale
| Acquisti | Acquisti    | Acquisti       | Acquisti   |
| R.       | Nome        | da             | Modalità   |
| -------- | ----------- | -------------- | ---------- |
| A        | Tina Trebec | Elfic Fribourg | definitivo |

| Cessioni | Cessioni         | Cessioni | Cessioni     |
| R.       | Nome             | a        | Modalità     |
| -------- | ---------------- | -------- | ------------ |
| GA       | Karlie Samuelson | -        | svincolatasi |

## Risultati

### Campionato

#### Play-out
| Arbitri: | Daniele Yang Yao (Vigasio) Alberto Perocco (Ponzano Veneto) Valentina Del Monaco (Bologna) |

|            |          |               |
| Bagnara 22 | Punti    | 25 Orazzo     |
| Cupido 4   | Assist   | 4 Orazzo      |
| Zempare 16 | Rimbalzi | 10 Rozenberga |

| Arbitri: | Marco Rudellat (Nuoro) Alberto Morassutti (Sassari) Rosa Anna Nocera (Cosenza) |

|            |          |                   |
| Miletić 19 | Punti    | 24 Zempare        |
| Orazzo 4   | Assist   | 5 Bagnara, Cupido |
| Miletić 8  | Rimbalzi | 17 Zempare        |

| Arbitri: | Gabriele Gagno (Spresiano) Angelo Bramante (San Martino Buon Albergo) Rebecca Di Marco (Bologna) |

|                    |          |                 |
| Trebec, Zempare 23 | Punti    | 24 Davis        |
| Cupido 7           | Assist   | 5 Davis, Orazzo |
| Zempare 20         | Rimbalzi | 11 Rozenberga   |

| Arbitri: | Paolo Lestingi (Anzio) Alessandro Buttinelli (Cerveteri) Daniele Valleriani (Ferentino) |

|                      |          |                            |
| Davis 27             | Punti    | 21 Zempare                 |
| Orazzo, Rozenberga 3 | Assist   | 3 Cigliani, Cupido, Trebec |
| Rozenberga 12        | Rimbalzi | 17 Zempare                 |

| Arbitri: | Chiara Maschietto (Treviso) Valerio Salustri (Roma) Luca Maffei (Preganziol) |

|            |          |                  |
| Zempare 21 | Punti    | 20 Orazzo        |
| Reggiani 5 | Assist   | 3 Davis, Miletić |
| Zempare 12 | Rimbalzi | 6 Miletić        |

### Spareggio Retrocessione/Promozione
| Arbitri: | Roberto Radaelli (Rho) Daniele Caruso (Roma) Elena Colazzo (Galatina) |

|               |          |            |
| Ballardini 25 | Punti    | 34 Zempare |
| Soglia 7      | Assist   | 4 Bagnara  |
| Ballardini 17 | Rimbalzi | 13 Zempare |

## Statistiche

### Statistiche di squadra
| Competizione | Punti | In casa | In casa | In casa | In casa | In casa | In trasferta | In trasferta | In trasferta | In trasferta | In trasferta | Totale | Totale | Totale | Totale | Totale | Totale |
| Competizione | Punti | G       | V       | P       | Ptf     | Pts     | G            | V            | P            | Ptf          | Pts          | G      | V      | P      | Ptf    | Pts    | Diff.  |
| ------------ | ----- | ------- | ------- | ------- | ------- | ------- | ------------ | ------------ | ------------ | ------------ | ------------ | ------ | ------ | ------ | ------ | ------ | ------ |
| Serie A1     | 14    | 11      | 4       | 7       | 714     | 724     | 11           | 3            | 8            | 710          | 770          | 22     | 7      | 15     | 1424   | 1494   | -70    |
| Play-out     |       | 3       | 1       | 2       | 212     | 204     | 2            | 1            | 1            | 134          | 140          | 5      | 2      | 3      | 346    | 344    | +2     |
| Spareggio    |       | -       | -       | -       | -       | -       | 1            | 1            | 0            | 85           | 82           | 1      | 1      | 0      | 85     | 82     | +3     |
| Totale       | 14    | 14      | 5       | 9       | 926     | 928     | 14           | 5            | 9            | 929          | 992          | 28     | 10     | 18     | 1855   | 1920   | -65    |

### Andamento in campionato
stagione regolare
| Giornata  | 1 | 2 | 3 | 4 | 5 | 6 | 7 | 8 | 9 | 10 | 11 | 12 | 13 | 14 | 15 | 16 | 17 | 18 |
| --------- | - | - | - | - | - | - | - | - | - | -- | -- | -- | -- | -- | -- | -- | -- | -- |
| Luogo     | T | C | T | T | C | T | C | C | T | C  | T  | C  | C  | T  | C  | T  | T  | C  |
| Risultato | P | V | V | P | P | P | V | P | P | P  | V  | P  | P  | P  | V  | V  | P  | P  |
| Posizione | 9 | 4 | 2 | 5 | 6 | 6 | 6 | 7 | 7 | 7  | 7  | 7  | 7  | 9  | 9  | 9  | 9  | 9  |

Legenda:

Luogo: C = Casa; T = Trasferta. Risultato: V = Vittoria; P = Sconfitta.
fase a orologio
| Giornata  | 1 | 2 | 3 | 4 |
| --------- | - | - | - | - |
| Luogo     | T | C | C | T |
| Risultato | P | V | P | P |
| Posizione | 9 | 9 | 9 | 9 |

### Statistiche delle giocatrici
Campionato (stagione regolare, fase a orologio, play-out e spareggio)
| Giocatrice            | Partite | Partite | Min. | Pun | Tiri da 2 | Tiri da 2 | Tiri da 2 | Tiri da 3 | Tiri da 3 | Tiri da 3 | Tiri Liberi | Tiri Liberi | Tiri Liberi | Rimbalzi | Rimbalzi | Rimbalzi | Palle | Palle | Stopp. | Stopp. | Ass | Falli | Falli | Val. |
| Giocatrice            | Pr      | PG      | Min. | Pun | R         | T         | %         | R         | T         | %         | R           | T           | %           | D        | O        | T        | P     | R     | S      | D      | Ass | F     | S     | Val. |
| --------------------- | ------- | ------- | ---- | --- | --------- | --------- | --------- | --------- | --------- | --------- | ----------- | ----------- | ----------- | -------- | -------- | -------- | ----- | ----- | ------ | ------ | --- | ----- | ----- | ---- |
| Batabe Zempare        | 28      | 28      | 987  | 511 | 174       | 349       | 50        | 32        | 102       | 31        | 67          | 96          | 70          | 282      | 90       | 372      | 70    | 42    | 12     | 8      | 33  | 77    | 88    | 621  |
| Benedetta Bagnara     | 28      | 28      | 887  | 334 | 63        | 141       | 45        | 57        | 157       | 36        | 37          | 47          | 79          | 77       | 24       | 101      | 71    | 23    | 9      | 3      | 83  | 81    | 86    | 281  |
| Tina Trebec           | 15      | 15      | 437  | 209 | 76        | 147       | 52        | 6         | 18        | 33        | 39          | 52          | 75          | 57       | 28       | 85       | 39    | 4     | 8      | 2      | 33  | 47    | 46    | 189  |
| Karlie Anne Samuelson | 13      | 13      | 454  | 192 | 31        | 75        | 41        | 31        | 79        | 39        | 37          | 42          | 88          | 51       | 13       | 64       | 33    | 21    | 8      | 3      | 33  | 29    | 60    | 206  |
| Erica Reggiani        | 27      | 27      | 679  | 168 | 56        | 130       | 43        | 6         | 14        | 43        | 38          | 58          | 66          | 69       | 21       | 90       | 109   | 35    | 8      |        | 92  | 91    | 87    | 162  |
| Rosa Cupido           | 28      | 25      | 547  | 96  | 20        | 74        | 27        | 10        | 40        | 25        | 26          | 38          | 68          | 66       | 10       | 76       | 49    | 35    | 2      | 2      | 76  | 40    | 51    | 149  |
| Anne Marie Armstrong  | 7       | 7       | 214  | 94  | 26        | 50        | 52        | 11        | 33        | 33        | 9           | 10          | 90          | 37       | 6        | 43       | 22    | 12    | 1      | 2      | 25  | 18    | 10    | 98   |
| Irene Cigliani        | 28      | 27      | 580  | 85  | 16        | 40        | 40        | 15        | 62        | 24        | 8           | 9           | 89          | 28       | 6        | 34       | 11    | 7     |        | 1      | 22  | 30    | 14    | 50   |
| Emilia Bove           | 25      | 24      | 367  | 82  | 30        | 79        | 38        | 4         | 29        | 14        | 10          | 16          | 62          | 42       | 11       | 53       | 24    | 9     | 5      | 2      | 11  | 49    | 13    | 12   |
| Giulia Natali         | 23      | 21      | 158  | 41  | 18        | 30        | 60        | 0         | 7         | 0         | 5           | 7           | 71          | 5        | 7        | 12       | 13    | 12    |        |        | 12  | 20    | 10    | 33   |
| Caterina Gilli        | 26      | 24      | 217  | 28  | 7         | 27        | 26        | 1         | 12        | 8         | 11          | 18          | 61          | 31       | 13       | 44       | 8     | 15    | 3      | 6      | 18  | 20    | 17    | 59   |
| Silvia Nativi         | 17      | 8       | 34   | 7   | 1         | 3         | 33        | 1         | 1         | 100       | 2           | 2           | 100         | 1        | 2        | 3        | 4     | 3     |        |        | 4   | 4     | 1     | 8    |
| Rebecca Ferraro       | 25      | 11      | 18   | 4   | 1         | 4         | 25        |           |           |           | 2           | 3           | 67          | 1        |          | 1        | 1     |       |        |        |     | 2     | 3     | 1    |
| Giulia Vanin          | 28      | 8       | 37   | 4   | 2         | 3         | 67        |           |           |           |             |             |             | 2        | 2        | 4        | 4     | 2     | 1      |        |     | 4     |       |      |
| Alice Prisco          | 3       | 3       | 4    | 0   |           |           |           |           |           |           |             |             |             |          |          |          |       |       |        |        |     | 1     |       | -1   |
| Dafne Gianesini       | 4       | 2       | 4    | 0   |           |           |           |           |           |           |             |             |             |          |          |          |       |       |        |        |     |       |       |      |
| Anna Lavezzi          | 2       | 1       | 1    | 0   |           |           |           |           |           |           |             |             |             |          |          |          |       |       |        |        |     |       |       |      |